# Brúðguminn
Brúðguminn (Engelse titel: White Night Wedding) is een IJslandse dramafilm uit 2008, geregisseerd door Baltasar Kormákur. De film is losjes gebaseerd op het toneelstuk Ivanov van Anton Tsjechov.

## Verhaal
Het verhaal speelt zich af in Flatey in het westen van IJsland en gaat over een professor van middelbare leeftijd die voor de tweede keer gaat trouwen met een vroegere studente met de helft van zijn leeftijd.

## Rolverdeling
| Acteur                  | Personage |
| ----------------------- | --------- |
| Hilmir Snær Guðnason    | Jón       |
| Margrét Vilhjálmsdóttir | Anna      |
| Laufey Elíasdóttir      | Thóra     |
| Þröstur Leó Gunnarsson  | Börkur    |
| Jóhann Sigurðsson       | Lárus     |
| Ólafía Hrönn Jónsdóttir | Sísí      |

## Productie
De film was de officiële inzending van IJsland voor de Oscar voor beste niet-Engelstalige film in 2009.

## Ontvangst
Op Rotten Tomatoes heeft Brúðguminn een waarde van 29% en een gemiddelde score van 5,1/10, gebaseerd op 7 recensies.

## Prijzen en nominaties
| Jaar | Prijs                               | Categorie                     | Genomineerde(n)                                                                       | Uitslag     |
| ---- | ----------------------------------- | ----------------------------- | ------------------------------------------------------------------------------------- | ----------- |
| 2008 | Edda                                | Beste Film                    | Baltasar Kormákur                                                                     | Gewonnen    |
| 2008 | Edda                                | Beste acteur                  | Hilmir Snær Guðnason                                                                  | Gewonnen    |
| 2008 | Edda                                | Beste mannelijke bijrol       | Þröstur Leó Gunnarsson                                                                | Gewonnen    |
| 2008 | Edda                                | Beste vrouwelijke bijrol      | Ólafía Hrönn Jónsdóttir                                                               | Gewonnen    |
| 2008 | Edda                                | Beste cinematografie          | Bergsteinn Björgúlfsson                                                               | Gewonnen    |
| 2008 | Edda                                | Beste decorontwerp            | Atli Geir Grétarsson & Grétar Reynisson                                               | Gewonnen    |
| 2008 | Edda                                | Beste kostuumontwerp          | Helga I. Stefánsdóttir                                                                | Gewonnen    |
| 2008 | Noordse Raad                        | Filmprijs van de Noordse Raad | Baltasar Kormákur, Ólafur Egilsson, Agnes Johansen, Kim Magnusson & Lilja Pálmadóttir | Genomineerd |
| 2009 | Titanic International Film Festival | Publieksprijs                 | Baltasar Kormákur                                                                     | Gewonnen    |
| 2010 | Rouen Nordic Film Festival          | Prijs voor jong publiek       | Baltasar Kormákur                                                                     | Gewonnen    |